# Liste der Bodendenkmäler in Arnstorf
Auf dieser Seite sind die Bodendenkmäler in dem niederbayerischen Markt Arnstorf zusammengestellt. Diese Tabelle ist eine Teilliste der Liste der Bodendenkmäler in Bayern. Grundlage ist die Bayerische Denkmalliste, die auf Basis des Bayerischen Denkmalschutzgesetzes vom 1. Oktober 1973 erstmals erstellt wurde und seither durch das Bayerische Landesamt für Denkmalpflege geführt wird. Die folgenden Angaben ersetzen nicht die rechtsverbindliche Auskunft der Denkmalschutzbehörde.

## Bodendenkmäler in Arnstorf
| Lage       | Objekt | Akten-Nr.     | Bild |
| ---------- | --- | ------------- | ---- |
| (Standort) | Verebnetes Grabenwerk vorgeschichtlicher Zeitstellung und Siedlung der Linearbandkeramik, der Urnenfelderzeit sowie der Latènezeit. | D-2-7442-0027 |      |
| (Standort) | Untertägige mittelalterliche und frühneuzeitliche Befunde und Funde im Bereich des Oberen Schlosses von Arnstorf mit abgegangener Vorburg sowie ehemaligem Wirtschaftshof, Hofmühle, Wassergraben und Gartenanlagen.                                                                                         | D-2-7442-0028 |      |
| (Standort) | Burgstall des hohen oder späten Mittelalters. | D-2-7442-0029 |      |
| (Standort) | Verebneter Grabhügel vorgeschichtlicher Zeitstellung. | D-2-7442-0030 |      |
| (Standort) | Siedlung des Mittelneolithikums (Stichbandkeramik/Gruppe Oberlauterbach), des Jungneolithikums (Münchshöfener und Altheimer Kultur), des Endneolithikums (Chamer Gruppe) und der Latènezeit. | D-2-7442-0031 |      |
| (Standort) | Turmhügel des hohen oder späten Mittelalters. | D-2-7442-0032 |      |
| (Standort) | Grabhügel vorgeschichtlicher Zeitstellung. | D-2-7442-0033 |      |
| (Standort) | Siedlung des Neolithikums, der Urnenfelderzeit und der Latènezeit. | D-2-7442-0034 |      |
| (Standort) | Verebnetes Grabenwerk der Hallstattzeit. | D-2-7442-0036 |      |
| (Standort) | Siedlung des Altneolithikums (Linearbandkeramik), des Mittelneolithikums (Stichbandkeramik/Gruppe Oberlauterbach), des Jungneolithikums (Münchshöfener und Altheimer Kultur), des Endneolithikums und der Bronzezeit sowie der Latènezeit. Bestattungsplatz des späten Mittelalters bzw. der frühen Neuzeit. | D-2-7442-0037 |      |
| (Standort) | Burgstall des hohen und späten Mittelalters. | D-2-7442-0040 |      |
| (Standort) | Verebnete Grabhügel vorgeschichtlicher Zeitstellung. | D-2-7442-0059 |      |
| (Standort) | Siedlung vor- und frühgeschichtlicher Zeitstellung. | D-2-7442-0060 |      |
| (Standort) | Verebnete Grabhügel vorgeschichtlicher Zeitstellung. | D-2-7442-0061 |      |
| (Standort) | Verebneter Grabhügel vorgeschichtlicher Zeitstellung. | D-2-7442-0062 |      |
| (Standort) | Siedlung des Jung- oder Spätneolithikums sowie karolingisch-ottonischer Zeitstellung. | D-2-7442-0063 |      |
| (Standort) | Siedlung vorgeschichtlicher Zeitstellung. | D-2-7442-0064 |      |
| (Standort) | Siedlung der Bronze- oder Urnenfelderzeit. | D-2-7442-0065 |      |
| (Standort) | Siedlung des Mittelneolithikums sowie der Latènezeit. | D-2-7442-0066 |      |
| (Standort) | Verebnetes Grabenwerk vor- und frühgeschichtlicher Zeitstellung. | D-2-7442-0067 |      |
| (Standort) | Verebneter Grabhügel und Siedlung vor- und frühgeschichtlicher Zeitstellung. | D-2-7442-0068 |      |
| (Standort) | Siedlung vor- und frühgeschichtlicher Zeitstellung. | D-2-7442-0069 |      |
| (Standort) | Siedlung vor- und frühgeschichtlicher Zeitstellung. | D-2-7442-0070 |      |
| (Standort) | Siedlung vor- und frühgeschichtlicher Zeitstellung. | D-2-7442-0071 |      |
| (Standort) | Siedlung vor- und frühgeschichtlicher Zeitstellung. | D-2-7442-0072 |      |
| (Standort) | Siedlung vor- und frühgeschichtlicher Zeitstellung. | D-2-7442-0073 |      |
| (Standort) | Siedlung vor- und frühgeschichtlicher Zeitstellung. | D-2-7442-0074 |      |
| (Standort) | Siedlung vor- und frühgeschichtlicher Zeitstellung. | D-2-7442-0075 |      |
| (Standort) | Verebneter Grabhügel vorgeschichtlicher Zeitstellung. | D-2-7442-0077 |      |
| (Standort) | Verebneter Grabhügel vorgeschichtlicher Zeitstellung. | D-2-7442-0078 |      |
| (Standort) | Siedlung vor- und frühgeschichtlicher Zeitstellung. | D-2-7442-0079 |      |
| (Standort) | Untertägige mittelalterliche und frühneuzeitliche Befunde im Bereich der katholischen Filialkirche St. Jakobus der Ältere von Hainberg und ihres Vorgängerbaus. | D-2-7442-0087 |      |
| (Standort) | Brandgräber der Urnenfelderzeit. | D-2-7442-0090 |      |
| (Standort) | Untertägige spätmittelalterliche und frühneuzeitliche Befunde und Funde im Bereich der katholischen Pfarrkirche St. Georg von Arnstorf und ihrer mittelalterlichen Vorgängerbauten. | D-2-7442-0101 |      |
| (Standort) | Untertägige frühneuzeitliche Befunde und Funde im Bereich der katholischen Filialkirche St. Leopold von Blumdorf. | D-2-7442-0118 |      |
| (Standort) | Untertägige mittelalterliche und frühneuzeitliche Befunde und Funde im Bereich der katholischen Expositurkirche Mariä Namen von Neukirchen. | D-2-7442-0119 |      |
| (Standort) | Untertägige mittelalterliche und frühneuzeitliche Befunde und Funde im Bereich der katholischen Filialkirche St. Ruppert von Ruppertskirchen. | D-2-7442-0120 |      |
| (Standort) | Untertägige frühneuzeitliche Befunde und Funde im Bereich der katholischen Wallfahrtskirche Maria Schnee von Schleeburg. | D-2-7442-0121 |      |
| (Standort) | Untertägige frühneuzeitliche Befunde und Funde im Bereich der katholischen Filialkirche St. Pankratius bei Steindorf. | D-2-7442-0122 |      |
| (Standort) | Untertägige mittelalterliche und frühneuzeitliche Befunde im Bereich der katholischen Filialkirche St. Michael von Jägerndorf. | D-2-7442-0123 |      |
| (Standort) | Untertägige mittelalterliche und frühneuzeitliche Befunde und Funde im Bereich der katholischen Filialkirche St. Petrus von Döttenberg. | D-2-7442-0124 |      |
| (Standort) | Untertägige frühneuzeitliche Befunde und Funde im Bereich des Unteren Schlosses von Arnstorf. | D-2-7442-0128 |      |
| (Standort) | Grabhügel vorgeschichtlicher Zeitstellung. | D-2-7442-0129 |      |
| (Standort) | Verebneter Turmhügel des hohen oder späten Mittelalters. | D-2-7442-0130 |      |
| (Standort) | Siedlung des Alt- und Mittelneolithikums (Linearbandkeramik, Stichbandkeramik). | D-2-7443-0004 |      |
| (Standort) | Verebnetes viereckiges Grabenwerk vorgeschichtlicher Zeitstellung und Siedlung des Mittelneolithikums, des Jungneolithikums (Altheimer Gruppe), der Bronzezeit und der Urnenfelderzeit. | D-2-7443-0005 |      |
| (Standort) | Untertägige mittelalterliche und frühneuzeitliche Befunde im Bereich von Schloss Mariakirchen mit abgegangener Vorburg und barocker Gartenanlage. | D-2-7443-0006 |      |
| (Standort) | Siedlung des Mittelneolithikums (Stichbandkeramik, der Gruppe Oberlauterbach) des Jungneolithikums (Münchshöfen), der Bronze- oder Urnenfelderzeit sowie der Latènezeit. | D-2-7443-0007 |      |
| (Standort) | Siedlung des Neolithikums, der Latènezeit, der römischen Kaiserzeit und des frühen Mittelalters. | D-2-7443-0008 |      |
| (Standort) | Siedlung vor- und frühgeschichtlicher Zeitstellung, u. a. der Linearbandkeramik. | D-2-7443-0010 |      |
| (Standort) | Siedlung vor- und frühgeschichtlicher Zeitstellung. | D-2-7443-0012 |      |
| (Standort) | Viereckschanze der späten Latènezeit. | D-2-7443-0014 |      |
| (Standort) | Verebnete Viereckschanze der späten Latènezeit. | D-2-7443-0015 |      |
| (Standort) | Grabhügel vorgeschichtlicher Zeitstellung. | D-2-7443-0016 |      |
| (Standort) | Siedlung des Alt- und Mittelneolithikums (Linear- und Stichbandkeramik) mit verebnetem Grabenwerk. | D-2-7443-0017 |      |
| (Standort) | Siedlung vor- und frühgeschichtlicher Zeitstellung. | D-2-7443-0018 |      |
| (Standort) | Siedlung vor- und frühgeschichtlicher Zeitstellung. | D-2-7443-0019 |      |
| (Standort) | Siedlung vor- und frühgeschichtlicher Zeitstellung. | D-2-7443-0020 |      |
| (Standort) | Siedlung vor- und frühgeschichtlicher Zeitstellung. | D-2-7443-0021 |      |
| (Standort) | Siedlung vor- und frühgeschichtlicher Zeitstellung. | D-2-7443-0022 |      |
| (Standort) | Siedlung neolithischer Zeitstellung, u. a. der Linearbandkeramik. | D-2-7443-0023 |      |
| (Standort) | Abschnittsbefestigung des frühen Mittelalters. | D-2-7443-0024 |      |
| (Standort) | Grabhügel vorgeschichtlicher Zeitstellung. | D-2-7443-0065 |      |
| (Standort) | Siedlung vor- und frühgeschichtlicher Zeitstellung. | D-2-7443-0084 |      |
| (Standort) | Untertägige mittelalterliche und frühneuzeitliche Befunde im Bereich der katholischen Filialkirche St. Johannes der Täufer von Kühbach mit aufgelassenem Friedhof. | D-2-7443-0098 |      |
| (Standort) | Untertägige spätmittelalterliche und frühneuzeitliche Teile der katholischen Pfarrkirche St. Stephan von Mitterhausen und ihres Vorgängerbaus. | D-2-7443-0110 |      |
| (Standort) | Untertägige mittelalterliche und frühneuzeitliche Befunde und Funde im Bereich der katholischen Pfarrkirche Mariä Himmelfahrt von Mariakirchen und ihrer Vorgängerbauten. | D-2-7443-0112 |      |
| (Standort) | Untertägige mittelalterliche und frühneuzeitliche Befunde und Funde im Bereich der katholischen Filialkirche St. Quirin von Kemathen. | D-2-7443-0146 |      |
| (Standort) | Grabenwerk vorgeschichtlicher Zeitstellung. | D-2-7443-0156 |      |
| (Standort) | Siedlung allgemein neolithischer, mittel- und jungneolithischer Zeitstellung, u. a. der Linearbandkeramik, der Gruppe Oberlauterbach und der Münchshöfener Gruppe sowie der Urnenfelderzeit. | D-2-7443-0168 |      |